# St. Antonius der Einsiedler (Kersch)
Koordinaten: 49° 47′ 29,4″ N, 6° 32′ 36,8″ O

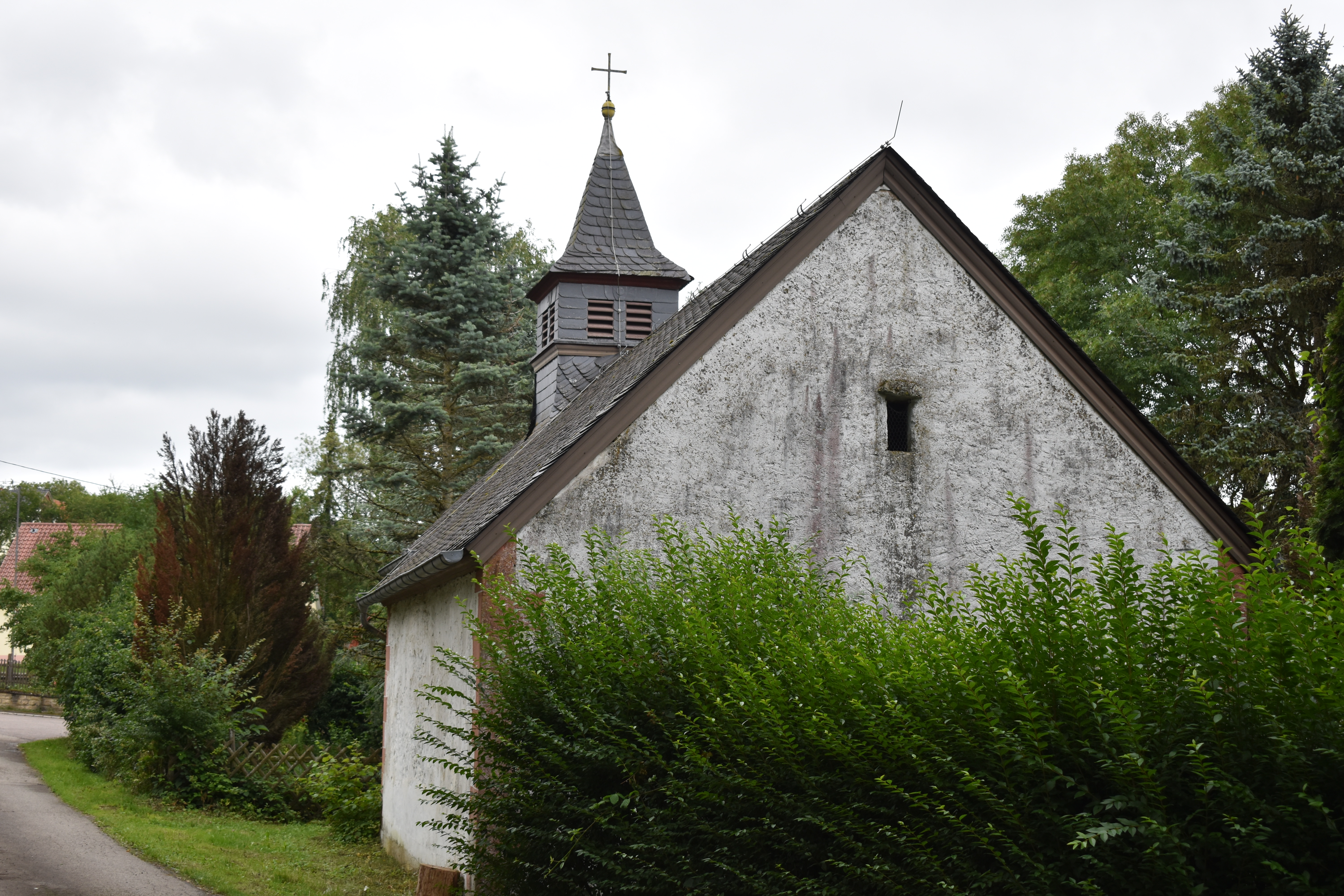

Die Kapelle St. Antonius der Einsiedler ist die römisch-katholische Filialkirche des Ortsteils Kersch der Ortsgemeinde Ralingen im Landkreis Trier-Saarburg (Rheinland-Pfalz). 

## Geschichte
Die Kerscher Kapelle wird das erste Mal 1148 urkundlich erwähnt. Die heutige Kapelle ist ein romanisch-gotischer einschiffiger Bau mit Chor und Dachreiter.

## Ausstattung
Der Hochaltar der Kirche besteht aus einem vermutlich gotischen Triptychon unter anderem mit der Darstellung des hl. Antonius. Außerdem befinden sich in der Kapelle noch eine Figur des hl. Antonius und eine weitere Figur des hl. Evangelisten Markus.